# Hencse
Hencse è un comune dell'Ungheria di 403 abitanti situata nella contea di Somogy, nell'Ungheria centro-occidentale.